# روبرتو پولوزی
روبرتو پولوزی (انگلیسی: Roberto Poluzzi؛ زادهٔ ۱۶ اکتبر ۱۹۳۶) بازیکن فوتبال اهل ایتالیا است.
از باشگاه‌هایی که در آن بازی کرده‌است می‌توان به باشگاه فوتبال اینتر میلان و باشگاه فوتبال کومو اشاره کرد.